# Vasilije Smajević
Vasilije Smajević (srbsko Василије Смајевић), srbski general, * 1. januar 1913, † 8. avgust 1973.

## Življenjepis
Smajević je leta 1935 postal član KPJ in leta 1939 je absolviral na Pravni fakulteti v Zagrebu. Med drugo svetovno vojno je bil politični komisar več enot in član GŠ NOV Srbije.
Po vojni je bil pomočnik poveljnika armade, načelnik štaba vojaškega področja, podpredsednik Zvezne planske komisije, glavni urednik redakcije Enciklopedije Jugoslavije za Srbijo,...